# 高山锥
高山锥（学名：Castanopsis delavayi）为壳斗科锥属下的一个种。

## 扩展阅读
- 維基物種上的相關：高山锥